# Tin Ujević (traghetto)
Il Tin Ujevic è un traghetto locale della Jadrolinija.
La nave è stata costruita nel 2002, in Grecia, ed è entrata in servizio nel luglio 2003.
La nave ha una capacità di trasporto di 1000 persone e 200 automobili e può raggiungere la velocità di 14 nodi.
La nave opera sulle linee della zona intorno a Spalato: Spalato - Cittavecchia e Spalato - San Pietro di Brazza.